# アルド・ボバディージャ
アルド・アントニオ・ボバディージャ・アバロス（Aldo Antonio Bobadilla Ávalos、1976年4月20日 - ）は、パラグアイの元サッカー選手。元パラグアイ代表。ポジションはゴールキーパー。

## 経歴
1999年にパラグアイ代表デビュー。2006 FIFAワールドカップのメンバーにも選ばれた。当初、控えGKだったが、初戦・イングランド戦で、前半8分で負傷した先発GKのフスト・ビジャールに代わって途中出場、その後の2試合も先発フル出場した。
コパ・アメリカ2007では、2戦目・アメリカ戦で再びビジャールに代わって途中出場して以降、先発出場し続けた。しかし、準々決勝・メキシコ戦で開始3分で退場、チームは0-6で敗退した。
また、2010 FIFAワールドカップのメンバーにも選ばれた。パラグアイ代表で通算18試合に出場した。

## 家族
- ダミアン・ボバディージャは息子。

## 代表歴

### 出場大会
- パラグアイ代表
  - 2006 FIFAワールドカップ
  - 2010 FIFAワールドカップ

### 試合数
- 国際Aマッチ 18試合 0得点（1999年-2010年）[1]

| パラグアイ代表 | 国際Aマッチ | 国際Aマッチ |
| 年             | 出場        | 得点        |
| -------------- | ----------- | ----------- |
| 1999           | 1           | 0           |
| 2000           | 0           | 0           |
| 2001           | 2           | 0           |
| 2002           | 0           | 0           |
| 2003           | 0           | 0           |
| 2004           | 1           | 0           |
| 2005           | 1           | 0           |
| 2006           | 4           | 0           |
| 2007           | 4           | 0           |
| 2008           | 2           | 0           |
| 2009           | 2           | 0           |
| 2010           | 1           | 0           |
| 通算           | 18          | 0           |